# Timonius singularis
Timonius singularis là một loài thực vật có hoa trong họ Thiến thảo. Loài này được (F.Muell.) L.S.Sm. miêu tả khoa học đầu tiên năm 1957.

## Hình ảnh

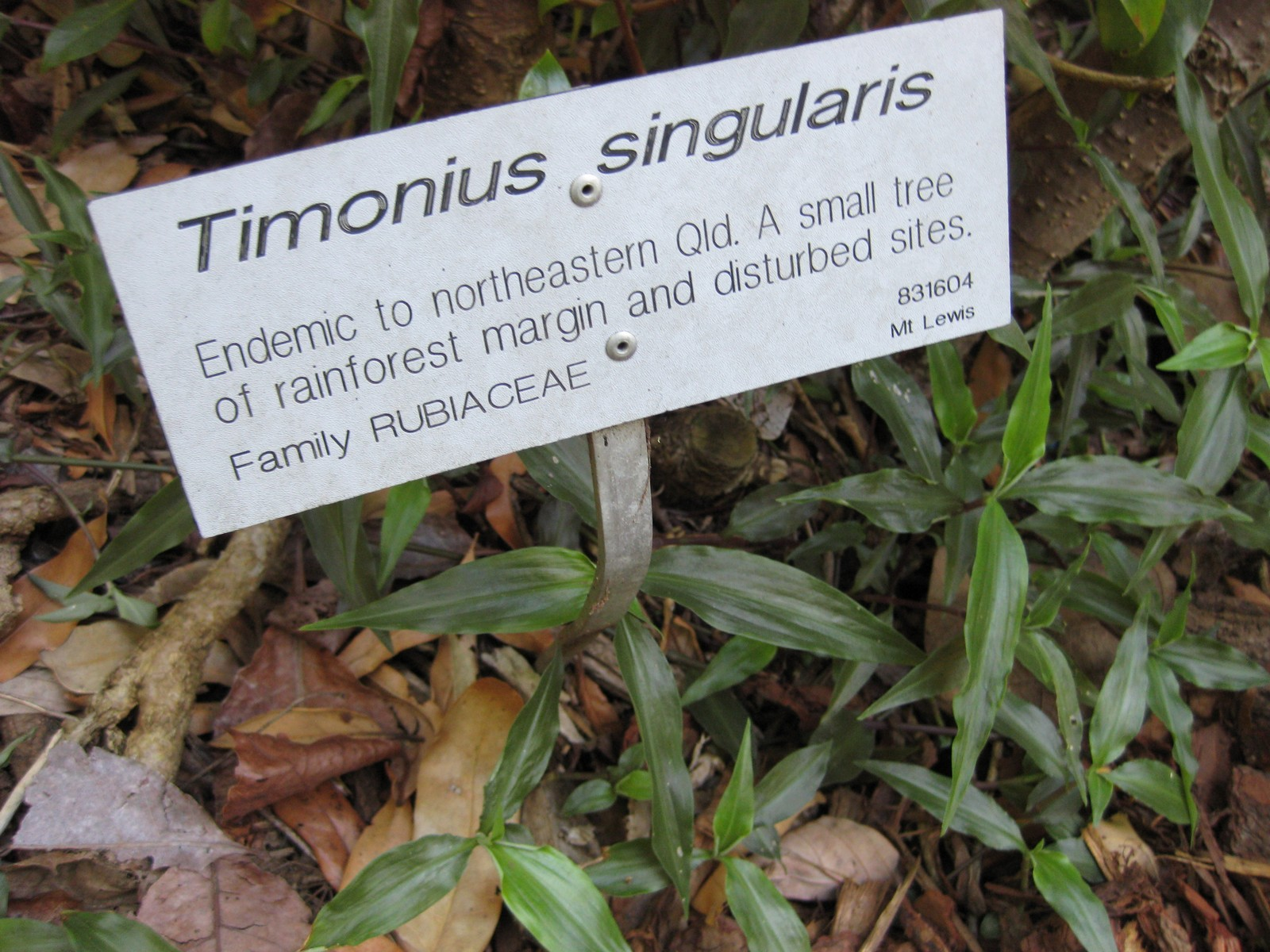